# Elżbieta Górska (językoznawczyni)
Elżbieta Górska – polska językoznawczyni, dr hab. nauk humanistycznych, profesor Instytutu Anglistyki Wydziału Neofilologii Uniwersytetu Warszawskiego.

## Życiorys
W 1978 otrzymała tytuł magistra na Uniwersytecie  Warszawskim, 19 lutego 1987 obroniła pracę doktorską Produktywność reguł słowotwórczych. Rozwój koncepcji w ramach leksykalizmu słowotwórczego, 29 lutego 2000 habilitowała się na podstawie pracy zatytułowanej On Parts and Wholes. A Cognitive Study of English Schematic Part Terms. 14 stycznia 2021 uzyskała tytuł profesora nauk humanistycznych. Została zatrudniona na stanowisku profesora w Instytucie Anglistyki na Wydziale Neofilologii Uniwersytetu Warszawskiego.
Była członkiem Rady Dyscypliny Naukowej – Językoznawstwa Uniwersytetu  Warszawskiego.